# Возраст сексуального согласия
Во́зраст сексуа́льного согла́сия (возраст согласия) в уголовном праве — возраст человека, начиная с которого он считается способным дать информированное согласие на секс с другим лицом. В большинстве случаев взрослый несёт правовую ответственность, если он вступает в половую связь с лицом, не достигшим данного возраста.
Наказания за данное правонарушение варьируются в зависимости от законодательства, возраста старшего участника и разницы в возрасте между партнёрами.
В законодательствах некоторых стран также имеется понятие возраста сексуального согласия в ситуациях, когда взрослый находится во властной по отношению к младшему позиции: учителя, врачи, тренеры, работники правоохранительных органов, члены семьи.
Возраст сексуального согласия не следует путать с возрастом совершеннолетия или возрастом, начиная с которого человек может вступить в брак (брачным возрастом). Термин «совращение несовершеннолетних» означает совращение лиц, не достигших именно возраста согласия, а не возраста совершеннолетия — понимая под возрастом совершеннолетия возраст получения гражданином очередной части или всей полноты гражданских прав и обязанностей.
Возраст сексуального согласия может значительно различаться в зависимости от законодательства, хотя в большинстве стран он находится в районе 14—18 лет. Тем не менее возраст сексуального согласия может как отсутствовать вовсе, так и достигать 20 лет. Конкретное значение может определяться типом сексуального акта и полов партнёров.

## Возраст сексуального согласия в России
В России за совершение полового акта, мужеложества, лесбиянства или иных действий сексуального характера без применения насилия, лицом, достигшим возраста 18 лет, в отношении лица, не достигшего 16 лет, наступает уголовная ответственность вплоть до пожизненного лишения свободы (ст. 134—135 Уголовного кодекса). Возраст уголовной ответственности за насильственные действия сексуального характера или изнасилование наступает в 14 лет (вне зависимости от возраста потерпевшего).
Добровольные сексуальные отношения между лицами, не достигшими 18 лет, в России не наказуемы, так как ответственности по ст. 134—135 УК РФ подлежат только лица, достигшие 18-летнего возраста. В том числе сам по себе не наказуем инцест — подобного преступления нет в уголовном кодексе. Однако в силу примечания к статье 131, половое сношение и иные действия сексуального характера, а также развратные действия, совершённые в отношении лиц, не достигших 12-летнего возраста, рассматриваются как изнасилование или насильственные действия сексуального характера, ответственность за которые наступает с 14-летнего возраста. Ввиду этого возможным становится привлечение к ответственности несовершеннолетнего, достигшего 14-летнего возраста, за совершение действий сексуального характера в отношении лица, не достигшего 12-летнего возраста.

### Брачный возраст и возраст сексуального согласия в Российской Федерации
В России XVI века Стоглавый собор очертил минимальный возраст вступления в брак для юношей с 15 лет, а для девушек с 12 лет (гл. 18).
В законодательствах большинства государств мира брачный возраст выше возраста сексуального согласия. В Российской Федерации, согласно ч. 1 ст. 13 Семейного кодекса РФ, брачный возраст устанавливается в 18 лет, а возраст сексуального согласия — в 16 лет. Кроме того, Семейный кодекс в ч. 2 и 3 ст. 13 предусматривает возможность снижения брачного возраста до 16 лет по просьбе лиц, желающих вступить в брак, при наличии уважительных причин по решению органов опеки и попечительства по их месту жительства; при наличии исключительных обстоятельств и в случаях, предусмотренных законами субъекта РФ, вступление в брак может быть разрешено и до достижения возраста 16 лет.
В настоящий момент возможность вступления в брак до 16 лет предусмотрена законами в Ростовской, Московской, Вологодской, Владимирской, Самарской, Калужской, Тульской областях разрешается снижать брачный возраст до 14 лет, Тверской, Мурманской и Рязанской — до 15 лет, Новгородской, Орловской, а также Башкортостане — без ограничений. Обстоятельствами, которыми может быть обусловлено такое снижение, являются беременность несовершеннолетней, рождение ею ребёнка, угроза жизни одной из сторон, отсутствие обоих родителей (лиц, их заменяющих) у вступающего в брак и другие исключительные обстоятельства.
В случае, если в брачных отношениях состоят лица, одно из которых достигло возраста 18 лет (если не достигло, то, как отмечено выше, разрешено и без брака), а другое не достигло возраста сексуального согласия, то половое сношение между ними преступлением не является, однако эта норма распространяется лишь на половые контакты после заключения брака, то есть даже после регистрации брака старший партнёр может быть привлечён к ответственности за половые сношения, совершённые до этого момента.
27 июля 2009 года в Уголовный кодекс РФ были внесены изменения, согласно которым лицо, впервые привлекающееся к ответственности за половое сношение с потерпевшим (или потерпевшей), достигшим 14-летнего, но не достигшим 16-летнего возраста, может быть освобождено от наказания в связи со вступлением в брак с потерпевшим или потерпевшей.

## Учёт половой зрелости
В ряде стран караются сексуальные действия не с лицом, не достигшим возраста согласия, а с лицом, не достигшим половой зрелости. В некоторых странах достижение или недостижение половой зрелости учитывается иным образом.
Достижение или недостижение половой зрелости учитывается в дополнение к учёту возраста согласия, в согласовании с достижением или недостижением возраста согласия, в следующих странах:
- Россия — половая зрелость учитывалась с 1 марта 2012 (закон от 29.02.2012) по 8 января 2014 включительно (закон от 28.12.2013).➤
- Украина — половая зрелость учитывалась до апреля 2018 года[~ 2][7].

## Возраст сексуального согласия в различных странах
Данная таблица предоставлена только для сравнения норм в различных странах и не может считаться конечной и достоверной.
| Возраст не установлен                             | 12     | 13                     | 14 | 15 | 16 | 17                    | 18 |
| ------------------------------------------------- | ------ | ---------------------- | --- | --- | --- | --------------------- | --- |
| Катар Саудовская Аравия Северная Корея Афганистан | Ангола | Аргентина Буркина-Фасо | Австрия Албания Болгария Боливия Босния и Герцеговина Бразилия Венгрия Германия Италия Китай Колумбия Лихтенштейн Мьянма Мадагаскар Парагвай Перу Португалия Северная Македония Сербия Сьерра-Леоне Того Фарерские острова Черногория Чили Эквадор | Габон Гваделупа Гвинея Греция Дания Индонезия Исландия Йемен Коста-Рика Кот-д’Ивуар Мартиника Маврикий Мексика Монако Новая Каледония Польша Пуэрто-Рико Румыния Словакия Словения Танзания Таиланд Уругвай Франция Хорватия Чехия Швеция Эфиопия | Азербайджан Армения Австралия Алжир Андорра Антигуа и Барбуда Багамские острова Барбадос Белиз Беларусь Бельгия Бермудские острова Ботсвана Великобритания Венесуэла Вьетнам Гайана Гонконг Грузия Гуам Зимбабве Израиль Индия Иордания Испания Казахстан Камбоджа Канада Кения Кыргызстан Куба Литва Латвия Либерия Люксембург Малайзия Мали Молдова Нидерланды Новая Зеландия Норвегия Новая Гвинея Россия Сальвадор Сенегал Сингапур Суринам Таджикистан Тайвань Тонга Тринидад и Тобаго Узбекистан Украина Фиджи Финляндия Швейцария Шри-Ланка Эстония ЮАР Южная Корея Ямайка Япония Филиппины | Гренада Ирландия Кипр | Вануату Ватикан Гаити Гватемала Доминиканская республика Египет Ирак Мальта Марокко Намибия Непал Нигерия ОАЭ Оман Пакистан Руанда Танзания Тунис Турция Уганда Эритрея Эсватини Эфиопия |

### В США
В США возраст сексуального согласия зависит от штата и варьируется в пределах от 16 до 18 лет.
В 29 штатах США и округе Колумбия возраст согласия составляет 16 лет, в 9 штатах — 17 лет, в 12 штатах — 18 лет. Законодательство многих штатов предполагает снижение возраста согласия до 16 и менее лет, если потерпевший и обвиняемый состоят в юридическом браке на момент сексуального контакта. В большинстве штатов возраст согласия снижается, если у партнёров небольшая или не слишком большая разница в возрасте или если старший партнёр не достиг определённого возраста.
Возраст согласия в Калифорнии — 18 лет и, кроме того, согласно закону Калифорнии, двое несовершеннолетних одного возраста за добровольные сексуальные отношения могут преследоваться по закону; возраст согласия в штате Нью-Йорк — 17 лет; возраст согласия в Колорадо — 17 лет, но снижается до 15 лет, если партнёр старше не более чем на 10 лет; возраст согласия в Огайо — 16 лет, но снижается до 13 лет, если партнёру меньше 18 лет.
Во многих штатах США установлена жёсткая судебная ответственность за половую связь с лицом, не достигшим возраста сексуального согласия — тюремные сроки до десятков лет. Аналогичные правовые нормы в Великобритании за сексуальные отношения с лицом от 13 до 15 лет включительно обычно предусматривают до двух лет лишения свободы.
Тем не менее исторически среди развитых стран США имели наибольшую частоту подростковой беременности. Из примерно 750 тысяч подростковых беременностей (до 19 лет) каждый год в США более половины заканчиваются родами (29 процентов составляют аборты и 14 процентов выкидыши); примерно 53 из 1000 девушек-подростков рожают детей, не окончив школу. Только в 2009 году в США более 400 тысяч девушек в возрасте 15—19 лет родили ребёнка, более 175 тысяч девочек-подростков рожают каждый год в 17 или менее лет. Около 40 % отцов детей, рождённых от матерей-подростков, имели возраст 20 лет и старше.
Всего по статистике в США в период с 1972 по 2008 год женщины в возрасте 15—19 лет родили 18,5 миллионов детей, из них в возрасте 15—17 лет родили более 6,5 млн детей (при среднем числе подростковых беременностей около миллиона в год в 1970—1980 годах).
Для граждан США, находящихся за границей, но в сфере юрисдикции США (например, в посольстве, на корабле или в самолёте), возраст сексуального согласия — 18 лет.

### В Мексике
Федеральный уголовный кодекс Мексики с 2012 года устанавливает, что как сексуальное насилие может рассматриваться любое действие сексуального характера с лицом в возрасте младше 15 лет. Однако его применение ограничено территориями, на которых не действуют местные законы штатов Мексики (например, территории посольств или судов под флагом Мексики). Уголовное законодательство отдельных штатов не упоминает в явной форме возраст согласия и не содержит явных запретов на интимные отношения между взрослыми и несовершеннолетними. Законодательство штатов устанавливает условия, при которых такие отношения приравниваются к изнасилованию, в том числе возраст несовершеннолетнего (до 12—15 лет в различных штатах), половая зрелость или способность осознавать характер и значение сексуальных отношений. Кроме того, во всех штатах приняты законы, устанавливающие наказуемость растления несовершеннолетних в возрасте до 18 лет, а также «estupro» — получения согласия несовершеннолетнего на вступление в сексуальные отношения путём обмана или соблазнения. В большинстве штатов вступление в сексуальные отношения без ограничений возможно лишь по достижении совершеннолетия.

## История изменений УК в отдельных странах
Брачный возраст в Древнем Риме периода Республики, от которого сохранилось много законодательного материала, для девушек был установлен на уровне 12 лет, для юношей — 14. Однако брачный возраст не означал то же самое, что возраст согласия на сексуальные отношения.
По-видимому, первый зарегистрированный закон, регулирующий возраст согласия, датируется 1275 годом. Тогда в Англии, в английском праве (первый Вестминстерский статут 1275 года) появилось положение, установившее статус мелкого преступления за «обольщением» «малолетней в пределах возраста» по её согласию. «В пределах возраста» истолковывалось, вероятно, как «не достигшей брачного возраста», который в то время составлял 12 лет.
В разных культурах обычно разрешённым возрастом для начала половой жизни считался возраст наступления половой зрелости, которая определялась по очевидным внешним признакам. В большинстве этнических общностей этот возраст варьировал между двенадцатью и четырнадцатью годами у девочек, у мальчиков он был несколько выше.
В современном цивилизованном обществе существуют разные взгляды на ограничения, накладываемые возрастом согласия. После периода леворадикальных волнений во Франции при обсуждении реформы Уголовного кодекса в 1977 году группа французских интеллектуалов направила петицию в парламент, призывая к декриминализации сексуальных отношений по согласию с несовершеннолетними до пятнадцати лет (возраст согласия во Франции). Петицию подписали писатели и философы Ж.-П. Сартр, М. Фуко, Ж. Деррида, С. Бовуар, Р. Барт, из политиков Б. Кушнер, Ж. Ланг и др.
В 1880 году возраст согласия в большинстве штатов США составлял 10 лет.
С 1890 до 2008 года в Канаде действовал закон, по которому возраст согласия был 14 лет. С 1 мая 2008 года его изменили с 14 до 16 лет.
В Испании в 1995 году был принят новый УК, который установил возраст согласия с 12 лет. В 1999 году он был повышен до 13 лет.

### Для секса за вознаграждение
В некоторых странах законодательство различает общий возраст согласия и возраст согласия проститутки или иного лица, получающего вознаграждение за вступление в половую связь. При этом возраст согласия проститутки устанавливают выше (обычно 18 лет), чем возраст согласия при бесплатном сексе. Это выводит детскую проституцию за рамки закона.
Факультативный протокол к Конвенции о правах ребёнка, касающийся торговли детьми, детской проституции и детской порнографии (174 страны-участницы на июль 2018 года) запрещает использование ребёнка (лица до 18 лет) в проституции.
В России наказуемо получение сексуальных услуг несовершеннолетнего «в возрасте от 16 до 18 лет, лицом, достигшим восемнадцатилетнего возраста». Ответственности подлежит лицо 18 лет или старше, вступившее за «вознаграждение… или обещание вознаграждения» «несовершеннолетнему… или третьему лицу» в сексуальные отношения с лицом, находящимся в возрасте от 16 до 18 лет. Данная ответственность установлена статьёй 2401 УК РФ, введённой федеральным законом от 28.12.2013 № 380—ФЗ.

### Для гомосексуальных связей
С 1970-х годов в европейских странах и в отдельных штатах США происходит уравнивание возраста согласия для гетеросексуальных и гомосексуальных связей. В 1994 году Бундестаг объединённой Германии полностью отменил параграф 175 уголовного кодекса Германии о наказании за действия сексуального характера между лицами мужского пола, уравняв тем самым возраст сексуального согласия для гомо- и гетеросексуальных отношений. В 1998 году в Финляндии закон уравнял возраст сексуального согласия для гомосексуалов и гетеросексуалов, установив его в 16 лет, в 2002 году Австрия и Венгрия уравняли гетеро- и гомосексуальные связи, установив для них единый возраст согласия — 14 лет, в 2004 году — Литва (14 лет), в 2006 году — Сербия (14 лет). Начиная с 2007 года, Канада, Кипр и Британские территории Гибралтара и Гернси были единственными западными странами без единого возраста согласия для гетеросексуальных и гомосексуальных актов (для гомосексуальных связей возраст согласия составлял 18 лет). В 2011 году Верховный суд Гибралтара понизил возраст согласия для геев до 16 лет.
В ряде стран, где однополый секс не является уголовно наказуемым, возраст согласия для гомосексуальных связей выше, чем для гетеросексуальных, и совпадает с совершеннолетием.

### В России
В России до 1997 года действовал Уголовный кодекс РСФСР 1960 года, по которому не устанавливался определённый возраст согласия; вместо этого определялось наказание за «совершение полового сношения с лицом, не достигшим половой зрелости». В судебной практике считались заведомо неполовозрелыми лица в возрасте до 14 лет, для лиц в возрасте от 14 до 16 лет проводилась экспертиза половой зрелости. Лица, достигшие 16-летнего возраста (минимальный брачный возраст, допустимый по союзному законодательству), обычно считались половозрелыми, экспертиза проводилась в исключительных случаях. Совершеннолетние всегда считались достигшими половой зрелости.
В Уголовном кодексе РФ, вступившем в действие с 1 января 1997 года, был установлен возраст согласия 16 лет для секса, сексуальных действий (ст. 134 УК РФ) и 14 лет для т. н. «развратных действий» (ст. 135 УК РФ). Впоследствии ситуация с возрастами согласия в УК РФ менялась несколько раз (как и с другими обстоятельствами уголовной ответственности за преступления против половой неприкосновенности детей и несовершеннолетних). В 1998 году принята поправка, снизившая возраст согласия по ст. 134 УК РФ до 14 лет. В 2003 году очередная поправка снова повысила его (и в ст. 134, и в ст. 135) до 16 лет.
Федеральным законом от 29.02.2012 были внесены изменения в УК РФ (новая редакция УК РФ начала действовать с 01.03.2012): В частности, уголовная ответственность за преступления против половой неприкосновенности несовершеннолетних была значительно ужесточена (вплоть до применения пожизненного лишения свободы). Также в статьях 134 и 135 УК (устанавливающих ответственность за половое сношение с лицами, не достигшими 16-летнего возраста) словосочетание «… с лицом, не достигшим 16 лет» было заменено на «… с лицом, не достигшим 16 лет и половой зрелости» (что роднило тогдашний закон с УК РСФСР от 1960 года), хотя в самом законе понятие «половая зрелость» с юридической точки зрения не конкретизировалось.
Кроме того, стала учитываться разница в возрасте половых партнёров: «если разница в возрасте составляет менее четырёх лет, то по части 1 ст. 134 наказание в виде лишения свободы не применяется…».
1 октября 2012 года Россия подписала Конвенцию Совета Европы о защите детей от сексуальной эксплуатации и сексуального насилия. Для целей Конвенции в России установлен возраст сексуального согласия 16 лет.
Федеральным законом от 28.12.2013 № 380-ФЗ в УК РФ было внесено новое изменение, убравшее привязку статей 134 и 135 УК РФ к половой зрелости, — критерием снова стало только достижение младшим половым партнёром только возраста согласия (по-прежнему 16 лет) при достижении старшим возраста 18 лет.
Новая редакция закона стала действовать с 9 января 2014 года. Таким образом, привязка к половой зрелости действует только для деяний, совершённых с 1 марта 2012 по 8 января 2014 включительно, а также — с учётом того, что изменения уголовного закона, улучшающие положение обвиняемого, имеют обратную силу (ст. 10 УК РФ), — и для совершивших деяние ранее 1 марта 2012 года.
Тем же законом введена статья 240.1 УК РФ: «Получение сексуальных услуг несовершеннолетнего».

### В Японии
В 2023 году в Японии возраст сексуального согласия был повышен с 13 лет до 16 лет. Однако наказание не применяется, если разница в возрасте сексуальных партнёров не превышает 5 лет, а сами партнёры старше 13 лет.